# It's Beginning to Look a Lot Like Christmas
"It's Beginning to Look a Lot Like Christmas "는 1951년 메러디스 윌슨이 작곡한 크리스마스 캐럴이다 .
1951년 9월 18일 페리 코모와 폰타네 시스터스가 미첼 에이어스의 오케스트라와 함께 녹음한 노래가 RCA 레코드에서 발매되어 처음으로 히트를 쳤다. 1951년 10월 1일 빙 크로스비가 부른 버전이 데카 레코드에서 발매되어 이 역시 인기를 얻었다.

## 페리 코모 버전
1951년 9월 18일에 페리 코모와 폰타네 시스터스는 미첼 에어스의 오케스트라와 함께 "It's Beginning to Look a Lot Like Christmas" 커버곡을 발매했다. 이 버전은 오늘날에도 여전히 널리 재생되고 있는 가장 성공적인 버전 중 하나로, 2024년 5월 1일까지 스포티파이에서 3억 8,200만 회 이상 스트리밍되었다. 2004년 영화 《폴라 익스프레스》에도 삽입되었다.

## 마이클 부블레
캐나다 가수 마이클 부블레가 부른 버전은 2011년 10월 24일 부블레의 앨범 《크리스마스》의 첫 번째 곡으로 발매되었다. 하지만 이 곡은 2012년 11월 18일에 앨범의 두 번째 싱글로 재발매되어 더 큰 성공을 거두었다.  2022년 영국에서 6위를 기록했다.

## 메건 트레이너 버전
2020년에 메건 트레이너의 음반 《A Very Trainor Christmas》 에 수록되었다.  Holiday Digital Songs 차트에서 27위를 기록했다.